# Liste des résolutions du Conseil de sécurité des Nations unies adoptées en 2013
Les résolutions du Conseil de sécurité des Nations unies sont les décisions qui sont votées par le Conseil de sécurité des Nations unies.
Une telle résolution est acceptée si au moins neuf des quinze membres (depuis le 17 décembre 1963, 11 membres avant cette date) votent en sa faveur et si aucun des membres permanents qui sont la Chine, les États-Unis, la France, le Royaume-Uni et la Russie (L'Union soviétique avant 1991) n'émet de vote contre (qui est désigné couramment comme un veto).

## Résolutions 2086 à 2089
- Résolution 2086 : opération de maintien de la paix des Nations unies (adoptée le 21 janvier 2013 lors de la 6903e séance).
- Résolution 2087 : non-prolifération. République populaire démocratique de Corée (adoptée le 22 janvier 2013 lors de la 6904e séance).
- Résolution 2088 : la situation en république centrafricaine (adoptée le 24 janvier 2013 lors de la 6907e séance).
- Résolution 2089 : la situation à Chypre (adoptée le 24 janvier 2013 lors de la 6908e séance).

## Résolutions 2090 à 2099
- Résolution 2090 : la situation au Burundi (adoptée le 13 février 2013 lors de la 6918e séance).
- Résolution 2091 : rapports du Secrétaire général sur le Soudan (adoptée le 14 février 2013 lors de la 6920e séance).
- Résolution 2092 : la situation en Guinée-Bissau (adoptée le 22 février 2013 lors de la 6924e séance).
- Résolution 2093 : la situation en Somalie (adoptée le 6 mars 2013 lors de la 6929e séance).
- Résolution 2094 : non-prolifération / république populaire démocratique de Corée (adoptée le 7 mars 2013 lors de la 6932e séance).
- Résolution 2095 : la situation en Libye (adoptée le 14 mars 2013 lors de la 6934e séance).
- Résolution 2096 : la situation en Afghanistan (adoptée le 19 mars 2013 lors de la 6935e séance).
- Résolution 2097 : la situation en Sierra Leone (adoptée le 26 mars 2013 lors de la 6942e séance).
- Résolution 2098 : la situation concernant la république démocratique du Congo (adoptée le 28 mars 2013 lors de la 6943e séance).
- Résolution 2099 : La situation concernant le Sahara occidental (adoptée le 25 avril 2013 lors de la 6951e séance).

## Résolutions 2100 à 2109
- Résolution 2100 : La situation au Mali (adoptée le 25 avril 2013 lors de la 6952e séance).
- Résolution 2101 : La situation en Côte d'Ivoire (adoptée le 25 avril 2013 lors de la 6953e séance).
- Résolution 2102 : La situation en Somalie (adoptée le 2 mai 2013 lors de la 6959e séance).
- Résolution 2103 : La situation en Guinée-Bissau (adoptée le 22 mai 2013 lors de la 6968e séance).
- Résolution 2104 : La situation au Soudan et au Soudan du Sud (adoptée le 29 mai 2013 lors de la 6970e séance).
- Résolution 2105 : Non-prolifération/Iran (adoptée le 5 juin 2013 lors de la 6973e séance).
- Résolution 2106 : Les femmes et la paix et la sécurité (adoptée le 24 juin 2013 lors de la 6984e séance).
- Résolution 2107 : La situation entre l’Iraq et le Koweït (adoptée le 27 juin 2013 lors de la 6990e séance).
- Résolution 2108 : La situation au Moyen-Orient (adoptée le 27 juin 2013 lors de la 6991e séance).
- Résolution 2109 : Rapports du Secrétaire général sur le Soudan (adoptée le 11 juillet 2013 lors de la 6998e séance).

## Résolutions 2110 à 2119
- Résolution 2110 : La situation entre l’Iraq et le Koweit (adoptée le 24 juillet 2013 lors de la 7008e séance).
- Résolution 2111 : La situation en Somalie (adoptée le 24 juillet 2013 lors de la 7009e séance).
- Résolution 2112 : La situation en Côte d’Ivoire (adoptée le 30 juillet 2013 lors de la 7012e séance).
- Résolution 2113 : Rapports du Secrétaire général sur le Soudan (adoptée le 30 juillet 2013 lors de la 7013e séance).
- Résolution 2114 : La situation à Chypre (adoptée le 30 juillet 2013 lors de la 7014e séance).
- Résolution 2115 : La situation au Moyen-Orient (adoptée le 29 août 2013 lors de la 7025e séance).
- Résolution 2116 : La situation au Libéria (adoptée le 18 septembre 2013 lors de la 7033e séance).
- Résolution 2117 : Armes légères et de petit calibre (adoptée le 26 septembre 2013 lors de la 7036e séance).
- Résolution 2118 : La situation au Moyen-Orient (adoptée le 27 septembre 2013 lors de la 7038e séance).
- Résolution 2119 : La situation en Haïti (adoptée le 10 octobre 2013 lors de la 7040e séance).

## Résolutions 2120 à 2129
- Résolution 2120 : La situation en Afghanistan (adoptée le 10 octobre 2013 lors de la 7041e séance).
- Résolution 2121 : La situation en République centrafricaine (adoptée le 10 octobre 2013 lors de la 7042e séance).
- Résolution 2122 : Les femmes, la paix et la sécurité (adoptée le 18 octobre 2013 lors de la 7044e séance).
- Résolution 2123 : La situation en Bosnie-Herzégovine (adoptée le 12 novembre 2013 lors de la 7055e séance).
- Résolution 2124 : La situation en Somalie (adoptée le 12 novembre 2013 lors de la 7056e séance).
- Résolution 2125 : La situation en Somalie (adoptée le 18 novembre 2013 lors de la 7061e séance).
- Résolution 2126 : La situation au Soudan et au Sud-Soudan (adoptée le 25 novembre 2013 lors de la 7067e séance).
- Résolution 2127 : La situation en République centrafricaine (adoptée le 5 décembre 2013 lors de la 7072e séance).
- Résolution 2128 : La situation au Libéria, adoptée le 10 décembre 2013 lors de la 7077e séance).
- Résolution 2129 : Menaces contre la paix et la sécurité internationales résultant d’actes de terrorisme, adoptée le 17 décembre 2013 lors de la 7086e séance).

## Résolutions 2130 à 2132
- Résolution 2130 : Tribunal international chargé de juger les personnes accusées de violations graves du droit international humanitaire commises sur le territoire de l’ex-Yougoslavie depuis 1991, adoptée le 18 décembre 2013 lors de la 7088e séance).
- Résolution 2131 : La situation au Moyen-Orient, adoptée le 18 décembre 2013 lors de la 7089e séance) .
- Résolution 2132 : Rapports du Secrétaire général sur le Soudan et le Soudan du Sud (adoptée le 24 décembre 2013 lors de la 7091e séance).